# Damastvävstol

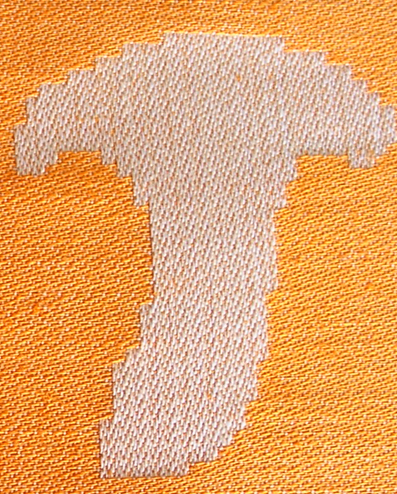
Kantarell i 6-skaftad satin

Damastvävstolen är som regel både högre och längre än vanliga vävstolar, men kan användas för all slags vävning. En traditionell vävstol kan i vissa fall kompletteras med de anordningar som fordras för damastvävning. Dragrustning medger att väva den enklare formen av damast, men för friare mönster fordras harneskutrustning.
För damast och upphämta används solv med långa ögon, det vill säga avståndet mellan knutarna är längre, vilket behövs för att få ett vävbart skäl.
I den bakre solvningen på en damastvävstol ser solven helt annorlunda ut. Där solvas för de mönster man vill ha som bindning. Där används inte heller trampor som tynger ner solven, utan dropplod står för vikten som håller solven på plats. De bakre solvens öga utgörs istället av små plastbitar med mycket små hål i, genom vilka varpen skall träs. Antalet hål kan sannolikt variera, men sex hål fordras för en sexskaftad satin. Varje sextal trådar träs därmed genom ett och samma solv, för att sedan separeras till sex olika skaft vid den främre solvningen (kallas bottensolvning, se även bottenbindning) där tramporna är förbundna med nedre solvskaftet.
Plockdamast är en variant av damast som går att göra i en traditionell vävstol, men är väldigt tidskrävande eftersom varje inslag plockas med hjälp av ett plockspröt som skiljer de olika varptrådarna åt enligt ett visst system.
|  | Damastvävstol med harneskutrustning ovanför och dragrustning vid sidan (kan vara placerad ovanför slagbommen med). Kontramarschens lod vid sidan som skymmer solvskaften där bottenbindningen solvas. Längst till höger mönstersolvningen med dropplod som håller skaften på plats. |